# Пиготт, Себастьян
Себастьян Пиготт (англ. Sebastian Pigott; род. 14 февраля 1983, Торонто, Канада) — канадский певец, актёр и сценарист. 

## Биография
Себастьян Пиготт родился 14 февраля 1983 года в Торонто, Канада. Вместе со своим братом Оливером создал музыкальную группу «Pigott Brothers».
Пиготт был участником шестого сезона реалити-шоу «Канадский идол», который завершился в 2009 году. Его заметили телевизионные продюсеры и пригласили на постоянную роль в сериале «Быть Эрикой». В следующем году снялся в небольшой роли в фильме ужасов Кевина Гротерта «Пила 3D».
В 2020 году вышел независимый фильм «Две смерти Генри Бейкера» (англ. Two Deaths of Henry Baker), снятый по сценарию Себастьяна Пиготта, в котором он также сыграл роль Хэнка.

## Фильмография
| Год       |   | Русское название      | Оригинальное название | Роль           |
| --------- | - | --------------------- | --------------------- | -------------- |
| 2009—2011 | с | Быть Эрикой           | Being Erica           | Кай Букер      |
| 2010      | с | Тайны Хейвена         | Haven                 | Билл МакШоу    |
| 2010      | ф | Пила 3D               | Saw 3D                | Брэд           |
| 2011      | с | Тайные операции       | Covert Affairs        | Кори           |
| 2012      | с | Горячая точка         | Flashpoint            | Эллиот Тэйн    |
| 2013      | ф | Тихоокеанский рубеж   | Pacific Rim           | инженер        |
| 2015      | с | Месть                 | Revenge               | Лайман Эллис   |
| 2016      | ф | Ниже её губ           | Below Her Mouth       | Райли          |
| 2017      | ф | Кодахром              | Kodachrome            | Элайджа        |
| 2017      | с | Нулевой канал         | Channel Zero          | Дилан          |
| 2018      | ф | Анон                  | Anon                  | детектив Варди |
| 2018      | с | Выкуп                 | Ransom                | Джерри Рид     |
| 2018      | с | Вайнона Эрп           | Wynonna Earp          | ангел Чарли    |
| 2018—2020 | с | Расследование Мёрдока | Murdoch Mysteries     | доктор Диксон  |
| 2019      | ф | Мидуэй                | Midway                | военный моряк  |
| 2021      | с | Хадсон и Рекс         | Hudson & Rex          | Уэйн Нидлс     |
| 2021      | ф | Неспящие              | Awake                 | Кларенс        |